# 永野亀一郎
永野 亀一郎（ながの きいちろう、1890年（明治23年）11月3日 - 1958年（昭和33年）10月21日）は、大日本帝国陸軍軍人。最終階級は陸軍中将。

## 経歴
1890年（明治23年）に高知県で生まれた。陸軍士官学校第24期卒業。1938年（昭和13年）3月、陸軍歩兵大佐に進級と同時に独立守備歩兵第23大隊長に就任した。1939年（昭和14年）に歩兵第74連隊長を経て、1941年（昭和16年）、陸軍少将進級と同時に印度支那駐屯軍隷下の第21歩兵団長に就任し、ハノイで警備に当たった。1943年（昭和18年）に印度支那駐屯軍が第38軍に改編されると、独立混成第34旅団長に転じた。
1945年（昭和20年）4月30日に陸軍中将に進級し、5月5日に陸軍歩兵学校附を経て、7月5日に第234師団長に親補された。千葉県八日市場に駐屯し、終戦を迎えた。
1947年（昭和22年）11月28日、公職追放仮指定を受けた。